# Seeschlacht von Saint Mathieu
Liga von Cambrai (1508–1510) 

Agnadello – Padua – Polesella – Mirandola
Heilige Liga (1510/11–1516) 

Brescia – Ravenna – Navarra – St. Mathieu – Novara – Guinegate – Dijon – Flodden Field – La Motta – Marignano
Vertrag von Noyon – Vertrag von Brüssel
Die Seeschlacht von Saint-Mathieu (englisch: Battle of Saint-Mathieu, französisch: Bataille de Saint-Mathieu) fand am Tag des Heiligen Lorenz (10. August) 1512 zwischen einer englischen und einer französisch-bretonischen Flotte vor der bretonischen Küste nahe Brest statt. Es war die erste Seeschlacht, in der Kanonen auf speziellen Geschützdecks eingesetzt wurden.

## Primauguet
Während der Italienischen Kriege hatten sich Spanien, der Kirchenstaat, die Republik Venedig, die Schweizer Eidgenossenschaft und England 1508 bzw. 1511 gegen Frankreichs König Ludwig XII. zur Liga von Cambrai bzw. zur Heiligen Liga zusammengeschlossen. Da Ludwig eine englische Landung in Frankreich befürchten musste, während er in Italien kämpfte (Schlacht bei Ravenna, April 1512), rief er seine bretonischen Vasallen zu Hilfe, worauf Herzogin Anne de Bretagne die bretonische Flotte dem französischen König zur Verfügung stellte. Hintergrund hierbei war auch, dass die englische Flotte im Juni und Juli 1512 mehrfach bretonische Häfen entlang der Kanalküste überfallen hatte, so unter anderem auch den Hafen von Le Conquet, wobei dort das Herrenhaus von Hervé de Portzmoguer zerstört worden war. Unter Führung von Hervé de Portzmoguer (Porzhmoger, Primaguet, Primauguet, Primoguet) schlossen sich bretonische Kaperschiffe daraufhin dem in Brest versammelten französischen Geschwader des Admirals René de Clermont an. Die vereinte Flotte stand unter dem Kommando des bretonischen Adligen Jean de Thénouënel und zählte 21 oder 22 Kriegsschiffe; sie hatte die Aufgabe, die Passage zwischen Kap Saint Mathieu und Toulinquet zu verteidigen.

## Marie la Cordelière
Als Clermont in der Passage vom Herannahen einer überlegenen englischen Flotte unterrichtet wurde (die Zahlen differieren zwischen 25 und über 50 Kriegsschiffen), befahl er, die Anker zu lichten bzw. zu kappen, um nicht vor Anker vernichtet zu werden. Der von Primauguet befehligten Marie la Cordelière, dem mit 200 Geschützen und etwa 1.000 Tonnen größten bis dahin in Frankreich gebauten Kriegsschiff, und der Petite Louise (etwa 790 Tonnen) fiel die Aufgabe zu, den Rückzug der übrigen französischen Schiffe zu decken. Primauguet schoss mit der Cordelière zunächst das gegnerische Flaggschiff, die Mary Rose des englischen Admirals Edward Howard, kampfunfähig, dann die Sovereign und die Mary-James (400 Tonnen) und steuerte schließlich unter starkem Gegenfeuer allein (die Louise hatte beschädigt abgedreht) direkt auf das größte englische Schiff zu, die Regent (etwa 600 Tonnen), in der Absicht, es zu entern. Es gelang ihm, sein Schiff neben das englische zu bringen, doch während des Enterkampfes explodierte die Pulverkammer der Cordelière, und das sich sofort ausbreitende Feuer erreichte auch die Pulverkammer der Regent, die ebenfalls explodierte. Primauguet versuchte, sich durch einen Sprung ins Wasser zu retten, und ertrank dabei wegen seiner Rüstung. Mit ihm fanden 1.180 Franzosen der 1.200 Mann starken Besatzung der Cordelière und etwa 400 Engländer der 460 Mann starken Besatzung der Regent den Tod. Die übrigen französischen Schiffe konnten nach Brest entkommen.

## Legende
Ob das Feuer in der Pulverkammer der Cordelière von den englischen Kanonen verursacht oder von Primauguet selbst gelegt wurde, ist unterschiedlich überliefert. Bretonische und französische Überlieferungen und Legenden überhöhen zudem den Mythos der Schlacht bzw. der Heldentaten Primauguets. So wurden aus 25 oder 50 englischen Schiffen schließlich 80, aus den drei beschädigten englischen Schiffen drei versenkte und aus dem Rückzug der französischen Schiffe ein erfolgreicher Gegenangriff – eine Vermischung mit einer für Frankreich günstiger verlaufenen Seeschlacht im darauffolgenden Jahr.